# Modraszek blady
Modraszek blady (Cupido decolorata) – motyl dzienny z rodziny modraszkowatych.

## Wygląd
Rozpiętość skrzydeł od 22 do 26 mm, dymorfizm płciowy wyraźny: u samców wierzch skrzydeł niebieski ze srebrzystym odcieniem).

## Siedlisko
Polany i suche murawy, tereny ruderalne, przydroża, torowiska.

## Biologia i rozwój
Wykształca 2 pokolenia w roku (maj-czerwiec, lipiec-sierpień). Rośliny żywicielskie: gatunki z rodziny bobowatych np. lucerna nerkowata, lucerna siewna, wyka siewna, komonica zwyczajna, koniczyna łąkowa. Jaja barwy białawej składane są pojedynczo na kwiatach roślin żywicielskich. Larwy wylęgają się po tygodniu, żerują na kwiatach i nasionach. Fakultatywnie myrmekofilne; zimują larwy schowane w podłożu. Stadium poczwarki trwa około 2 tygodnie. 

## Rozmieszczenie geograficzne
Gatunek pontyjsko-śródziemnomorski dokonujący ekspansji w Europie Środkowej. Przez Polskę przebiega północna granica zasięgu; obserwowany w Beskidzie Niskim.